# ابن همماه رامشی
ابونصر محمد رامشی نیشابوری (به عربی: محمد بن محمد بن أحمدابن هَمیماه أبو نصر الرامُشیُّ النیسابوری) شناخته شده به ابن همماه رامشی دانشمند، زبان و ادب‌شناس، عالم نحو، شاعر تازی گوی و حدیث‌شناس و قاری قرآن در سده پنجم هجری قمری بوده‌است.
ابن همهاه ادبیات را از ابوالعلاء معری آموخت و به طلب حدیث سفرها کرد و از اصحاب اصم و دیگران حدیث شنید.
نمونه‌ای از اشعار وی در «معجم الادباء» آمده‌است.